# Charles J. Faulkner
Charles J. Faulkner (Martinsburg, 1847. szeptember 21. – Martinsburg, 1929. január 13.) az Amerikai Egyesült Államok szenátora (Nyugat-Virginia, 1887–1899).